# Mummio Basso
Mummio Basso (in latino Mummius Bassus; fl. III secolo) è stato un console imperiale romano dell'anno 258, collega di Marco Nummio Tusco.

## Biografia
Non è noto altro con certezza della sua carriera e della sua famiglia, sebbene sia stato proposto che fosse imparentato con Lucio Mummio Felice Corneliano (console del 237) e con Lucio Mummio Massimo Faustiniano (vir clarissimus e patricius).